# Few Against Many
Few Against Many è il settimo album in studio del gruppo heavy metal greco Firewind, pubblicato nel 2012.

## Tracce
1. Wall of Sound – 3:58
2. Losing My Mind – 6:28
3. Few Against Many – 4:44
4. The Undying Fire – 5:20
5. Another Dimension – 3:59
6. Glorious – 3:37
7. Edge of a Dream – 4:09
8. Destiny – 4:08
9. Long Gone Tomorrow – 4:44
10. No Heroes, No Sinners – 3:59
11. Battleborn (Digipack bonus track) – 5:10
12. No Heroes, No Sinners (acoustic) (Digipack bonus track) – 2:59

## Formazione
Gruppo
- Apollo Papathanasio - voce
- Gus G. - chitarra, cori in Wall of Sound
- Petros Christodoulidis - basso
- Bob Katsionis - tastiere, chitarra
- Johan Nunez - batteria

Ospiti
- Apocalyptica - violoncelli in Edge of a Dream
- Staffan Karlsson - cori
- Johan Edlund - cori
- Dean Mess - cori